# Graziano Gori
Graziano Gori (Pontedera, 28 gennaio 1954) è un ex calciatore italiano, di ruolo centrocampista.

## Carriera
Cresciuto calcisticamente nelle giovanili del Milan, transitato quindi anche per il Lanerossi Vicenza, ma senza riuscire in entrambi i casi ad emergere in prima squadra (con i rossoneri disputa 2 incontri in due differenti edizioni della Coppa Italia), ha disputato sei campionati di Serie B con la maglie di Taranto (in due differenti periodi) e Cesena, per complessive 188 presenze e 20 reti fra i cadetti.

### Allenatore
A partire dalla seconda stagione a Manfredonia eccetto quella in cui si è occupato solo della conduzione tecnica a Cirò in interregionale nel 1989-90 ha svolto il doppio incarico di calciatore-allenatore fino alla stagione 1990-91 a Francavilla Fontana in interregionale vecchia serie D poi a partire da quella 1991-92 nuovamente a Cirò in eccellenza ha proseguito solo come allenatore, a Gallipoli eccellenza ,di nuovo Cirò in interregionale, Ostuni eccellenza ,San Pancrazio Salentino due anni in eccellenza ,Boys Brindisi eccellenza ,Squinzano eccellenza ,Boville girone laziale eccellenza ,Crispiano promozione, nuovamente Boville eccellenza, il Mesagne e la Stella Jonica .Ha fatto parte dello staff del Taranto nelle stagioni 1994-95 e 1995-96 in qualità di allenatore in seconda, mentre nel 2022 allena la primavera. 
I figli Pier Graziano, portiere del Benevento, e Mauro, centrocampista del Taranto, sono entrambi calciatori.

## Palmarès
- Coppa Italia: 1

Milan:1972-1973